# Stefan Pytlas
Stefan Pytlas (ur. 29 sierpnia 1943 w Końskich, zm. 23 lutego 2020 w Łodzi) – polski historyk, nauczyciel akademicki, profesor nadzwyczajny Uniwersytetu Łódzkiego.

## Życiorys
Był pracownikiem Instytutu Historii UŁ. Habilitacja w 1995 (Łódzka burżuazja przemysłowa w latach 1864–1914). W latach 2002–2008 był dziekanem Wydziału Filozoficzno-Historycznego Uniwersytetu Łódzkiego. W okresie 1997–2003 był prezesem Oddziału Łódzkiego Polskiego Towarzystwa Historycznego. Zajmował się historią społeczno-gospodarczą XIX wieku oraz strukturami społecznymi w okresie porozbiorowym. Został pochowany na cmentarzu wojskowym na Dołach w Łodzi.

## Wybrane publikacje
- Dzieje Łódzkich Zakładów Przemysłu Bawełnianego im. Obrońców Pokoju „Uniontex” (d[awnych] Zjednoczonych Zakładów K. Scheiblera i L. Grohmana) w latach 1827–1977, Warszawa – Łódź: PWN 1979 (współautor: Wiesław Puś).
- Szklana Hortensja: dzieje huty w Piotrkowie Trybunalskim, Łódź: Wydawnictwo Łódzkie 1982 (współautorzy: Kazimierz Badziak, Wiesław Puś).
- Łódzka burżuazja przemysłowa w latach 1864–1914, Łódź: Wydawnictwo Uniwersytetu Łódzkiego 1994.
- Profesorowie Uniwersytetu Łódzkiego w latach 1945–1994: pro memoria, Łódź: Wydawnictwo Uniwersytetu Łódzkiego 1995 (współautor: Jarosław Kita).
- Uniwersytet Łódzki w latach 1945–1995, Łódź: Wydawnictwo Uniwersytetu Łódzkiego 1996 (współautor: Jarosław Kita).
- O suwerenność państwową i narodową: w 80 rocznicę odzyskania niepodległości przez Polskę: (materiały z sesji naukowej, Łódź – 10 listopada 1998 r.), pod red. Stefana Pytlasa, Henryka Siemińskiego, Łódź: Muzeum Tradycji Niepodległościowych w Łodzi 1999.
- Studia z dziejów Polski: od końca XVIII do połowy XX wieku: pamięci pani profesor Aliny Barszczewskiej-Krupy, red. nauk. Stefan Pytlas, Łódź: Wydawnictwo Uniwersytetu Łódzkiego 2005.
- W służbie nauki. Profesorowie Uniwersytetu Łódzkiego w latach 1945–2004: pro memoria, Łódź: Wydawnictwo Uniwersytetu Łódzkiego 2005 (współautor: Jarosław Kita).
- Historia, społeczeństwo, gospodarka, pod red. Stefana Pytlasa i Jarosława Kity, Łódź: Wydawnictwo Uniwersytetu Łódzkiego 2006.

## Odznaczenia
- Brązowy Krzyż Zasługi (1979),
- Honorowa Odznaka miasta Łodzi (1981).
- Złota Odznaka Uniwersytetu Łódzkiego (1990),
- Medal „Uniwersytetu Łódzkiego w służbie społeczeństwu i nauce” (1993),
- Medal Komisji Edukacji Narodowej (1995),
- Złoty Krzyż Zasługi (1998),
- Krzyż Kawalerski Orderu Odrodzenia Polski (2004)[1].